# 2 cm Flakvierling 38
2 cm FlaK-Vierling 38 — счетверённая зенитная установка (ЗУ), состоявшая на вооружении вермахта в ходе Второй мировой войны, включавшая в себя четыре синхронизированных зенитных орудия 2 cm FlaK 38. Полное название: нем. 2 cm Vierlings-Flugabwehrkanone 1938 — 2-см (20-мм) счетверённая зенитная пушка 1938 года.

## История
Автомат 2 cm FlaK 38, разработанный в 1938 году фирмой «Маузер» на основе зенитного орудия 2 cm FlaK 30, с учётом опыта его эксплуатации, начал поступать в войска вермахта во второй половине 1940 года. В том же году началось производство счетверённой зенитной установки 2 cm FlaK-Vierling 38, разработанной фирмой «Маузер» одновременно с одноствольной 2 cm FlaK 38.
2 cm FlaK-Vierling 38 представляла собой счетверённую зенитную установку из четырёх 2 cm Flak 38. Она широко использовалась в качестве оборонительного оружия против низколетящих самолётов и легкобронированной техники. Устанавливалась на аэродромах, зенитных башнях люфтваффе, бронепоездах, а также на различных подвижных платформах в качестве средства ПВО. Кроме того, установка могла при необходимости использоваться в ближнем бою, для чего на неё устанавливалось щитовое прикрытие. Для транспортировки 2 cm FlaK-Vierling 38 использовался отделяемый 1-осный колёсный ход Sd.Ah. 52 (сокр. от нем. Sonderanhänger 52 — специальный прицеп), применяемый для транспортировки орудий 3,7 cm FlaK 36/37/43.
Почти все корабли кригсмарине (в том числе и подводные лодки) постепенно были оснащены такими установками. 2 cm FlaK-Vierling 38 производилась на заводах Ostmarkwerk в Вене, на Auto Union в Хемнице, и на Benteler в Билефельде. Цена установки — 22 000 рейхсмарок (для сравнения: 2 cm FlaK 38 — 6500 рейхсмарок).

## Модификации
- 2 cm FlaK-Vierling C38 (по некоторым источникам, также имела обозначение 2 cm FlaK 35)[3] — корабельная модификация счетверённой зенитной установки на корабельном лафете VierlingsL 38 (нем. Vierlingslafette 1938 — счетверённый лафет 1938 года); одним из основных отличий данной ЗУ было наличие 3-плоскостного управления качающейся частью (в отличие от 2-плоскостного на армейской версии), и соответственно наличие дополнительного номера расчёта (нем. Kantrichtmann), который в такт качки корабля вращал маховик механизма поперечного горизонтирования, компенсируя тем самым крен качающейся части установки в её поперечной плоскости[4].
- 2 cm FlaK-Vierling C38/43 — корабельная модификация счетверённой зенитной установки на корабельном лафете VierlingsL 38/43 (образца 1938/43 года) общей массой 2200 кг с углами вертикальной наводки −10°…+90°, оснащённая 12-мм щитовым прикрытием; одним из основных отличий от армейской версии было также наличие 3-плоскостного управления качающейся частью, однако отсутствовала необходимость в дополнительном номере расчёта, так как данная ЗУ была оборудована 3-плоскостной системой стабилизации (в плоскостях вертикальной и горизонтальной наводки, а также в плоскости поперечного крена)[5].
- Flakpanzer IV Wirbelwind — зенитная самоходная установка на шасси танка Pz.Kpfw. IV, вооружённая 2 cm FlaK-Vierling 38.

## Номера расчёта
- Командир орудия (нем. Geschützführer);
- № 1 — наводчик (нем. Richtkanonier);
- № 2 — оператор (нем. Bedienung Flakvisier);
- № 3 и № 4 — снарядные (нем. Munitionskanonier);
- № 5 и № 6 — заряжающие (нем. Ladekanonier);
- № 7 — дальномерщик (нем. E-Meßmann).

## Галерея

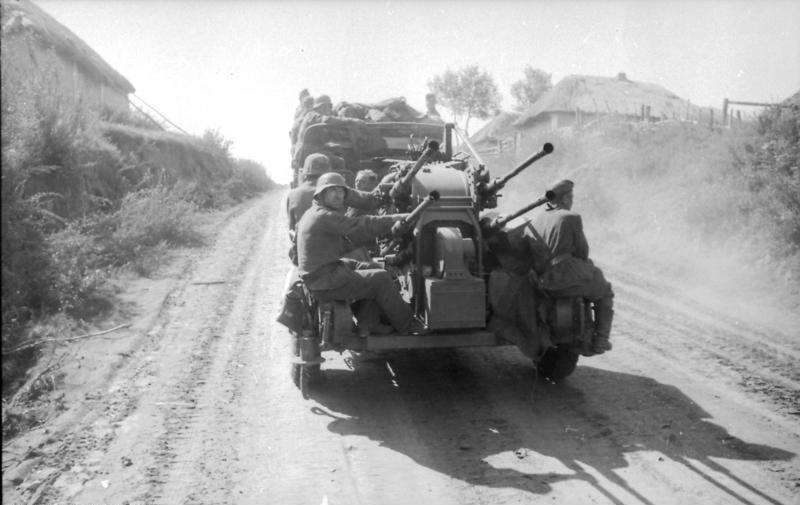
2 cm FlaK-Vierling 38 буксируется в походном положении на колёсном ходу; Восточный фронт, 1943 год.
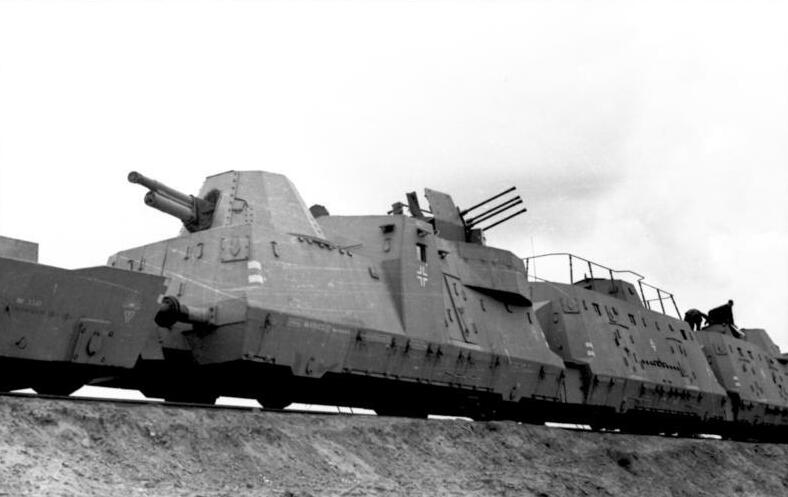
2 cm FlaK-Vierling 38 на немецком бронепоезде типа BP 42; Восточный фронт, 1942—1943 годы.
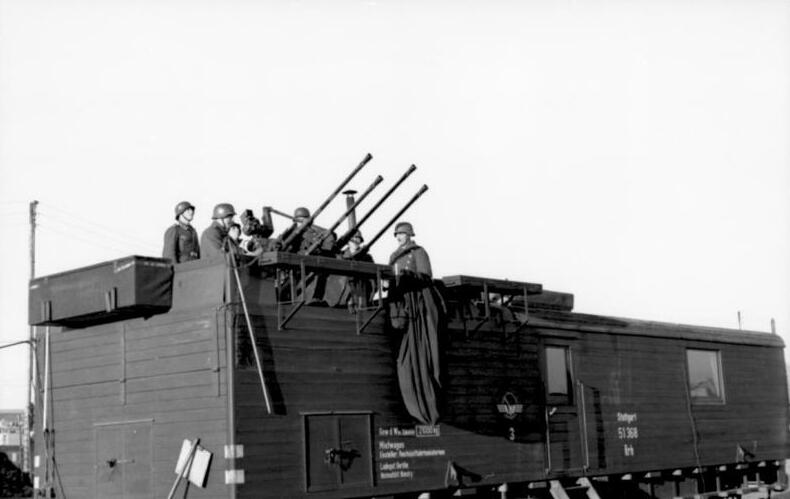
2 cm FlaK-Vierling 38 на железнодорожном вагоне; Восточный фронт, 1942 год.
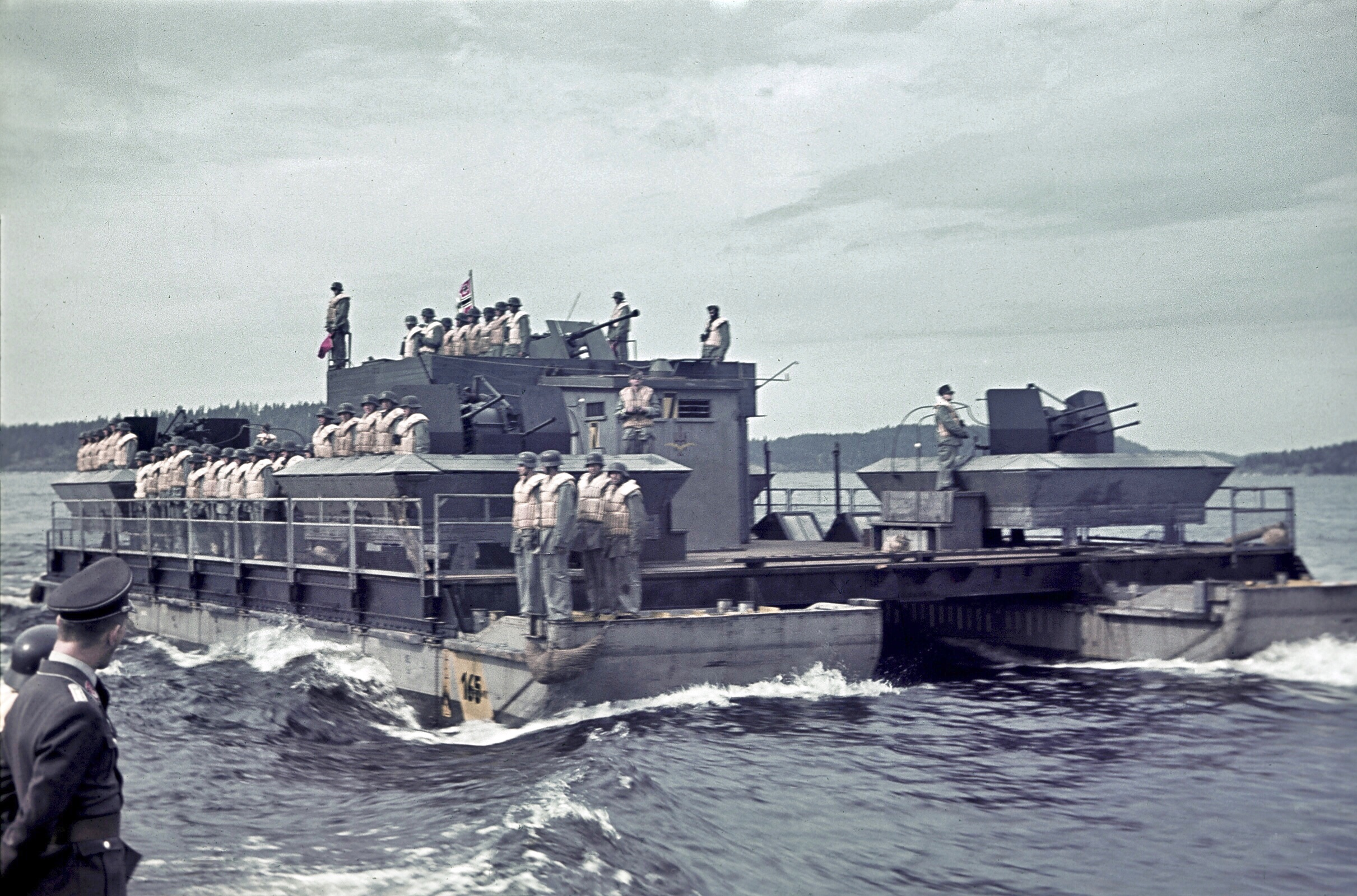
2 cm FlaK-Vierling 38 (вероятно армейские версии)[6] на немецком лёгком боевом пароме ПВО (нем. Leichte Flakkampffähre) типа «Зибель»[нем.]; Ладожское озеро, парад немецко-итало-финской флотилии в Лахденпохья 13 августа 1942 года. На одной из установок 2 cm FlaK-Vierling 38 с правого борта (на фото слева) сняты стволы 2-х из 4-х орудий.
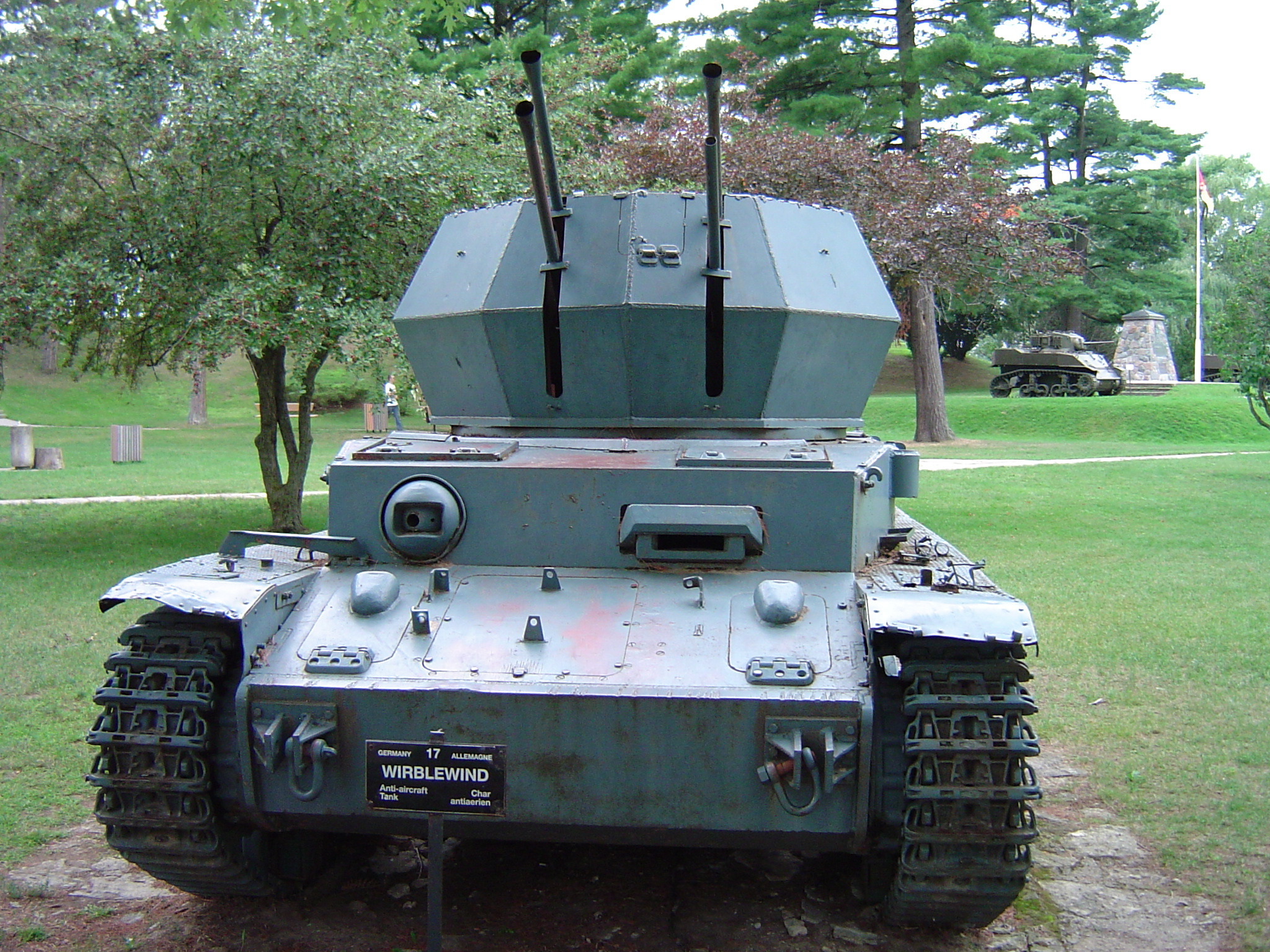
Зенитная самоходная установка Flakpanzer IV Wirbelwind в Танковом музее (Бовингтон), 2005 год.
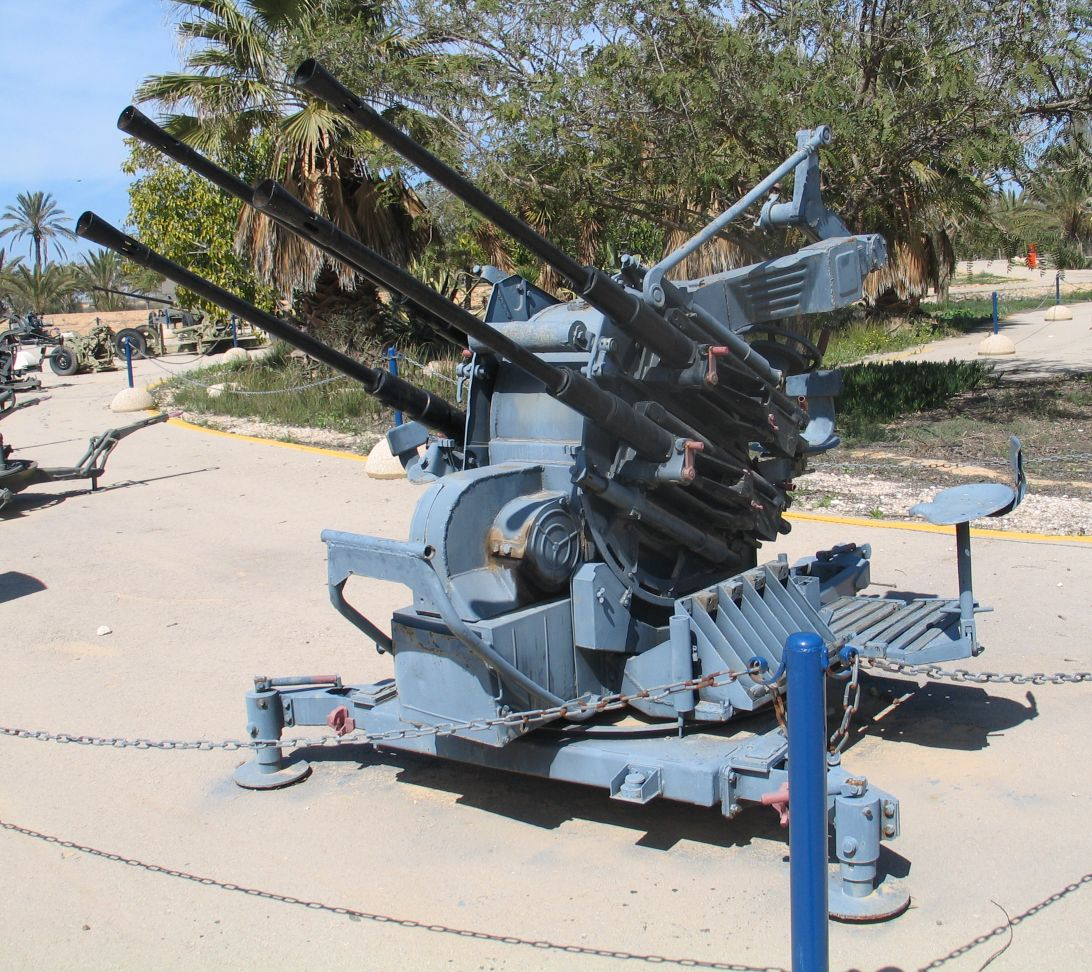
Зенитная установка 2 cm FlaK-Vierling 38 в Музее ВВС Израиля (авиабаза «Хацерим»), 2006 год.